# Xiang Yu
En aquest nom xinès, el cognom és Xiang.
Xiang Yu (232 – 202 aC) va ser un destacat cap militar i una figura política durant el període tardà Dinastia Qin de la història xinesa. El seu nom atorgat era Ji (籍) mentre que el seu nom estilitzat era Yu (羽).
Xiang era un nadiu de Xiaxiang (下相; en l'actualitat Suqian, Jiangsu). El Rei Huai II de Chu li va concedir el títol de "Marquès de Lu" (魯公) en el 208 aC. L'any següent, Xiang va dirigir les forces rebels de Chu cap a la victòria a la batalla de Julu, batallant contra els exèrcits de Qin dirigits per Zhang Han. Després de la caiguda de la Dinastia Qin, Xiang Yu es va proclamar a si mateix "Rei-Hegemònic de Chu Occidental" (xinès tradicional: 西楚霸王, xinès simplificat: 西楚霸王, pinyin: Xīchǔ Bàwáng) i va governar una vasta àrea de terra que cobreix parts de l'actual Shanxi, Henan, Hubei, Hunan i Jiangsu, amb Pengcheng (avui en dia Xuzhou) com la seva capital. Es va enfrontar amb Liu Bang, fundador de la Dinastia Han, en una llarga lluita pel poder, coneguda com la Disputa Chu–Han, que va concloure amb la seva derrota final i suïcidi a la vora del riu Wu.

## Biografia

### Naixement i rerefons familiar
Hi ha dos relats dels antecedents familiars Xiang. El primer afirma que Xiang era de la casa de Mi (羋), la família reial de l'Estat de Chu. El rei de Chu va concedir seus avantpassats la terra de Xiang (項) i des de llavors van adoptar "Xiang" com el seu nom familiar. L'altre relat afirma que Xiang era descendent d'un clan noble de l'Estat de Lu i la seva família havia servit als governants de Chu com a caps militars per generacions. L'avi de Xiang, Xiang Yan, era un famós comandant militar que va dirigir a l'exèrcit de Chu en la resistència als invasors de Qin dirigits per Wang Jian, i va ser mort en combat quan Qin va conquerir Chu en el 223 aEC.
Xiang havia nascut en el 232 aEC en el període dels tardans Regnes Combatents que l'estat de Qin state va començar a annexionar als altres sis principals estats. El seu pare era Xiang Chao (項超). Xiang va ser criat pel seu oncle, Xiang Liang, ja que el seu pare morí molt prompte. En el 221 aEC, quan Xiang tenia 11 anys, Qin finalment va unificar la Xina i va establir la Dinastia Qin sota el mandat de Qin Shi Huang.
Xiang tenia una doble pupil·la en un dels seus ulls igual que abans que ell els governants de l'antiga Xina Shun i el Duc Wen de Jin. Va ser vist com una persona extraordinària, perquè la seva particular pupil·la doble únic era una marca de rei o savi en la tradició xinesa. Xiang va ser lleugerament més alt que vuit chi (aproximadament 1.85 metres) i posseïa la força física inusual que podia aixecar un Ding (un antic atuell de forma àmplia xinès que s'assemblava a un calder gegant sobre trípodes).

### Primers anys
En els seus dies de joventut, Xiang va ser instruït en les arts acadèmiques i el maneig de l'espasa però no va arribar a dominar el que li van ensenyar, i el seu oncle Xiang Liang no estava molt satisfet amb ell. Xiang va dir, "Els llibres només són útils per ajudar-me a recordar el meu nom. El domini de l'espasa em permet fer front a un sol oponent, així que no paga la pena aprendre-ho. Vull aprendre com derrotar a deu mil enemics." Per tant, el seu oncle va tractar d'educar-lo en l'estratègia militar i les tàctiques de guerra en lloc d'això, però Xiang va deixar d'aprendre després d'haver captat les idees principals o essencials. Xiang Liang estava decebut amb el seu nebot, que no va manifestar cap senyal de motivació o talent a part de la seva gran força, i va deixar-lo estar per permetre-li decidir sobre el mateix futur.
Quan Xiang es va fer major, el seu oncle va matar a algú i van fugir a Wu (avui en dia el sud de Jiangsu) per evadir a les autoritats. En aquest moment, Qin Shi Huang era en una eixida d'inspecció en eixa zona i Xiang amb el seu oncle va veure passar la processó per l'emperador. Xiang digué, "El puc reemplaçar (Qin Shi Huang)." (彼可取而代之). Xiang Liang es va sorprendre i immediatament va tapar la boca del seu nebot amb la mà. Des de llavors, Xiang Liang va començar a veure el seu nebot amb una llum diferent.

### Revolta contra la Dinastia Qin
En el 209 aEC, durant el regnat de Qin Er Shi (successor de Qin Shi Huang), van esclatar revoltes camperoles a tota la Xina per enderrocar la Dinastia Qin, sumint la dinastia en un estat d'anarquia. Yin Tong, el Gran Administrador de Kuaiji, volia iniciar una revolta també, per la qual cosa va convidar a Xiang Liang a reunir-se amb ell i així parlar dels seus plans. Això no obstant, els Xiang van atraure Yin cap a una trampa i el van matar, amb Xiang Yu personalment desmuntant desenes d'homes de Yin. Així és que el mateix Xiang Liang va iniciar la revolta i va reunir al voltant de 8.000 homes per donar-li suport. Xiang Liang es va proclamar a si mateix Gran Administrador de Kuaiji mentre nomenava a Xiang Yu com General. La força rebel de Xiang Liang va créixer en nombre fins que en va tenir de 60.000 a 70.000 soldats. En el 208 aEC, Xiang Liang va instal·lar Mi Xin com el Rei Huai II de Chu per aconseguir el suport d'aquells que estaven ansiosos d'ajudar a enderrocar la Dinastia Qin i restaurar l'antic estat de Chu. Xiang Yu es va distingir com un cap militar competent i un poderós guerrer en el camp de batalla mentre participava en les batalles contra les forces de Qin.
Més tard eixe any, Xiang Liang va ser mort en la batalla de Dingtao contra l'exèrcit de Qin dirigit per Zhang Han i el poder militar de Chu va caure en les mans del rei i alguns altres generals. En l'hivern del 208 aEC, una altra força rebel que proclamava voler instaurar l'estat de Zhao, dirigida per Zhao Xie, va ser assetjada a Handan per les tropes de Zhang Han i Zhao va demanar reforços a Chu. El Rei Huai II va concedir a Xiang Yu el títol de "Marquès de Lu" (魯公), i el va col·locar segon en el comandament per sota de Song Yi per dirigir un exèrcit per tal de reforçar a Zhao Xie. Alhora, el rei va posar a Liu Bang al comandament d'un altre exèrcit per atacar Guanzhong, el cor de Qin. El rei va prometre que qui aconseguís entra primer a Guanzhong se li concediria el títol de "Rei de Guanzhong".